# Giải Pomeranchuk
Giải Pomeranchuk là một giải thưởng quốc tế về Vật lý lý thuyết của Viện Vật lý lý thuyết và Thực nghiệm ở Moskva, Nga, được trao hàng năm, từ năm 1998. 
Giải được đặt theo tên nhà vật lý Nga Isaak Yakovlevich Pomeranchuk, người đã cùng với Landau lập ra phân ban Vật lý lý thuyết của Viện.

## Các người đoạt giải
Nguồn: Institute of Theoretical and Experimental Physics
2014 Leonid Keldysh
Alexander Zamolodchikov
2013 Mikhail Shifman
Andrey Slavnov
2012 Juan Martín Maldacena
Spartak Belyaev
2011 Heinrich Leutwyler
Semion Gershtein
2010 Valentin Sacharov
André Martin
2009 Boris Ioffe
Nicola Cabibbo
2008 Leonard Susskind
Lev Okun
2007 Alexander Belavin
Yoichiro Nambu
2006 Vadim Kuzmin
Howard Georgi
2005 Iosif Khriplovich
Arkady Vainshtein
2004 Alexander Andreyev
Alexander Polyakov
2003 Valery Rubakov
Freeman John Dyson
2002 Ludvig Faddeev
Bryce Seligman DeWitt
2001 Lev Lipatov
Tullio Regge
2000 Evgenii Feinberg
James Daniel Bjorken
1999 Karen Ter-Martirosian
Gabriele Veneziano
1998 Aleksander Ilyich Akhiezer
Sidney Drell